# جيسي سبنس
جيسي سبنس (Jesse Spence) ممثلة أسترالية شاركت في  مسلسل تلفزيوني أسترالي موجه للأطفال يدعى الشمس الفضية.

## وصلات خارجية
- جيسي سبنس على موقع IMDb (الإنجليزية)
- جيسي سبنس على موقع قاعدة بيانات الفيلم (الإنجليزية)